# Den första svalan
"Den första svalan" är en sång som framfördes av Alexander Schöld i Melodifestivalen 2008. Bidraget komponerades av Fredrik Thomander och Anders ”Gary” Wikström. Texten skrevs av Ingela Forsman. Låten kom på 7:e plats i sin deltävling i Västerås.
Singeln nådde som högst 17:e plats på den svenska singellistan.
Sångtexten innehåller starka referenser till sommaren.

## Listplaceringar
| Lista (2008) | Position |
| ------------ | -------- |
| Sverige      | 17       |